# Osmosekraftwerk
Ein Osmosekraftwerk (Salzgradientenkraftwerk) ist ein Kraftwerk, das den Unterschied im Salzgehalt zwischen Süßwasser und Meerwasser nutzt, um daraus Energie zu gewinnen und Strom zu erzeugen. Vorschläge für ein Kraftwerk, das die Osmoseenergie (Salzgradientenenergie) technisch ausnutzt, wurden zuerst in den 1970er Jahren publiziert. Konkrete Forschungs- und Entwicklungsprojekte gibt es seit der zweiten Hälfte der 1990er Jahre. Als weltweit erster Prototyp eines Osmosekraftwerks wurde am 24. November 2009 im norwegischen Tofte am Oslofjord ein Kleinstkraftwerk in Betrieb genommen.

## Funktionsprinzipien

Funktionsprinzip

Die Quelle der Energie für ein Osmosekraftwerk ist der Unterschied im Salzgehalt (der Salzgradient) zweier Lösungen, die dazu tendieren, ihre Konzentrationen auszugleichen. Bei konventionellen Wasserkraftwerken wird die Lageenergie (wie bei Speicherkraftwerken) oder die Kombination aus kinetischer und Lageenergie großer Wassermassen (wie bei Laufwasserkraftwerken) genutzt. Dagegen wird beim Osmosekraftwerk die Hydrationsenergie der Ionen der Salze genutzt, ihre Hydrathülle vergrößert sich.
Stehen Süß- und Salzwasser über eine semipermeable Membran miteinander in Kontakt, diffundiert reines Wasser durch die Membran zur Salzwasserseite (Osmose). Bei einem Salzgehalt im Meerwasser von 3,5 % ergibt sich bei einer Temperatur von 10 °C gegenüber Süßwasser ein osmotischer Druck von rund 28 bar.

### Unterirdisches Kraftwerk
Die technische Realisierung erfordert spezielle Membranen, die Salze effizient zurückhalten, aber gleichzeitig gut durchlässig für Wasser sind. Wegen des Mangels an geeigneten Membranen konnte das Prinzip in den 1970er Jahren nicht realisiert werden. Seit Mitte der 1990er Jahre gibt es neue Ansätze, um geeignete Membranen aus Polymeren zu entwickeln.

Unterirdisches Osmosekraftwerk

Vom Funktionsprinzip ist ein unterirdisches Osmosekraftwerk relativ einfach zu verstehen. Zuerst wird die Lageenergie des Süßwassers genutzt. Am unteren Ende eines Fallrohres erzeugt eine Turbine daraus elektrische Energie. Diese entspricht der Energie des abgesenkten Wassers: {\displaystyle E=m\cdot g\cdot h}, wobei {\displaystyle m} die Masse des Wassers ist, {\displaystyle g} die Erdbeschleunigung und {\displaystyle h} die Fallhöhe. Das Wasser am Ausgang der Turbine muss dann weiter ins Meer geleitet werden. Das gelingt ohne Energieaufwand, theoretisch so lange wie der Druck der Wassersäule des Meeres kleiner ist als der osmotische Druck. Bei 28 bar osmotischem Druck entspricht das knapp 280 m.
In einem solchen Aufbau wäre jedoch die Diffusion des Süßwassers durch die semipermeable Membran sehr langsam. Der Durchfluss durch die Membran ist in etwa proportional zum Druckabfall an der Membran. Bei einem Kraftwerksbau an einem Fluss wäre es eher das Ziel, die gewonnene Leistung zu maximieren, also die Energie pro Zeit. In der Literatur wird eine Tiefe von 100–130 Metern angegeben.
Im Schaubild ist an den bezeichneten Stellen der Druck der Süßwassersäule {\displaystyle p_{1}=\rho _{\text{S}}gh}, der Druck des Meerwassers {\displaystyle p_{2}=\rho _{\text{M}}gh-p_{\text{Osmose}}} und der Druck zwischen Turbine und Membran {\displaystyle p_{3}=p_{1}-\Delta p_{\text{Turbine}}=p_{2}+\Delta p_{\text{Membran}}}. Wobei {\displaystyle \rho _{\text{S}}} und {\displaystyle \rho _{\text{M}}} die Dichte von Süß- und von Meerwasser ist, {\displaystyle \Delta p_{\text{Turbine}}} der Druckabfall an der Turbine und {\displaystyle \Delta p_{\text{Membran}}} der Druckabfall an der Membran.

### Oberirdisches Kraftwerk

Osmosekraftwerk mit Drucktauscher

Salzwasser wird gefiltert und unter Druck (Druckaustauscher) gesetzt, bevor es sich in den Membranmodulen mit Süßwasser vermischt. Durch die Turbine fließt genau so viel Wasser, wie durch die Membran diffundiert. Um den Konzentrationsunterschied aufrechtzuerhalten, wird ungefähr die doppelte Menge Salzwasser durch die Anlage geschleust.
Auf der Seite des Meerwassers baut sich ein Druck auf, mit dessen Hilfe eine Turbine zur Stromerzeugung angetrieben werden kann. Der osmotische Druck verringert sich jedoch innerhalb der Anlage und nimmt durch die eintretende Verdünnung ab. Die maximale Leistung wird etwa dann erzielt, wenn die statische Druckdifferenz die Hälfte des osmotischen Druckes beträgt und die andere Hälfte zur Überwindung des Membranwiderstandes zur Verfügung steht.

### Umgekehrte Elektrodialyse

Umgekehrte Elektrodialyse
Die mit '–' markierte Membran lässt Na^{+}-Ionen passieren, die mit '+' markierte Membran lässt Cl^{−}-Ionen passieren.

Eine weitere Methode ist die umgekehrte Elektrodialyse, (englisch RED, reverse electrodialysis). Durch Ionen-selektive Membranen getrennt wird Salz- und Süßwasser aneinander vorbei geleitet. Die Ionen, die durch die jeweilige Membran diffundieren, führen zu einer (kleinen) elektrischen Spannung, die nach der Nernst-Gleichung berechnet werden kann. Mit einer Reihenschaltung vieler dieser Anordnungen kann die Spannung entsprechend vergrößert werden.
Wenn die Spannung abgegriffen wird, um die Energie zu nutzen, fließt ein Strom, der die getrennten Ladungen ausgleicht und die Spannung verringert sich. Um dies möglichst gering zu halten, werden die Membranen in dichter Folge mit kleinem Abstand (<1 mm) angeordnet. Mit kleineren Membranabständen nimmt der Strömungswiderstand zu, der zur Durchleitung der beiden Wasserarten überwunden werden muss. Der Membranabstand kann im Optimum so gewählt werden, dass der Leistungsaufwand der Pumpen zur Erhaltung der Strömung so groß wird wie der Leistungsgewinn durch die Verringerung des ohmschen Widerstandes für die Ladungsträger.
Seit Ende 2014 ist eine Pilotanlage am niederländischen Abschlussdeich in Betrieb. Die Membranfläche beträgt 400 m², der Durchsatz beträgt je 220.000 m³ pro Stunde Süß- und Meerwasser. Damit wird eine Leistung von 1,3 W/m² erzeugt, ein wirtschaftlicher Betrieb wird ab 2–3 W/m² erwartet.

### Membranfreie Methoden

Schematischer Kreisprozess zur Energiegewinnung. A: Aufladen des Kondensators im Meerwasser; B: Spülung mit Flusswasser; C: Teilentladung im Flusswasser; D: Spülung mit Meerwasser.

Ein Verfahren zur Energiegewinnung in einem Kreisprozess wurde erstmals 2009 veröffentlicht. Dabei wird ein Kondensator verwendet, zwischen dessen Elektroden sich Wasser befindet, das mit dem Wasser in der Umgebung in Kontakt ist. Das Umgebungswasser wiederum kann ausgetauscht werden. Der Prozess besteht aus vier Schritten (siehe Abbildung):
- Schritt A: Zwischen den Elektroden ist Meerwasser. Der Kondensator wird auf eine Spannung φ und der Ladung Q aufgeladen
- Schritt B: Die Elektroden werden mit Süßwasser umspült, die Ionen des Salzwassers diffundieren in das Süßwasser. Die Spannung am Kondensator steigt auf φ+dφ, die Ladung Q bleibt konstant.
- Schritt C: Der Kondensator wird entladen, bis die Spannung wieder φ beträgt. Die Ladung sinkt auf Q-dQ. Die Energie kann genutzt werden.
- Schritt D: Die Elektroden werden mit Meerwasser umspült, die Spannung fällt unter den Wert φ.

Da die Aufladung des Kondensators in Schritt A bei geringerer Spannung erfolgt, als die Entladung in Schritt C, ist die Energiebilanz positiv. Die gewonnene Energie entspricht der umschlossenen Fläche in der Abbildung.
In weiteren Untersuchungen wurden u. a. Elektroden verwendet, die {\displaystyle \mathrm {Na^{+}} }- bzw. {\displaystyle \mathrm {Cl^{-}} }-Ionen in das Elektrodenmaterial einlagern können. Bei entsprechender Materialwahl ist keine Vorspannung nötig.

## Potenzial für die Energiegewinnung
Mögliche Standorte für Osmosekraftwerke finden sich an Flussmündungen in das Meer. Daneben sind als Standorte alle Stellen denkbar, an denen zwei Wasserläufe mit unterschiedlichen Salzgehalten vorkommen, beispielsweise auch Direkteinleitung von stark salzhaltigen Abwässern in Flüsse. Der erzielbare Energiegewinn ist umso größer, je höher die Durchflussmenge und je größer der Unterschied im Salzgehalt ist.
Bei der Betrachtung von Energiepotenzialen von Osmosekraftwerken ist zu beachten, dass eine vollständige Nutzung eines gesamten Flusses in Osmose-Kraftwerken in der Praxis nicht realisierbar ist – aus technischen Gründen, ebenso wie aus Rücksicht auf die Schifffahrt und die Ökologie der Flüsse. Aus diesen Gründen ist die Betrachtung von ökologischen Potenzialen sinnvoll, welche neben den technisch bedingten Umwandlungsverlusten auch die Begrenzung der zulässigen maximalen Wasserentnahmemenge mit einbeziehen. Unter der Annahme, dass 10 % des weltweiten Abflusses genutzt werden, liegt das technische Potential von Osmosekraftwerken bei 1300 TWh pro Jahr, was etwa der halben Stromproduktion der EU entspricht.
Der potenzialreichste Standort auf deutschem Boden ist die Mündung der Elbe in die Nordsee. Das ökologische Potenzial der Nutzung aller deutschen Flüsse, die in Nord- und Ostsee münden, wird mit ca. 42 MW bzw. ca. 330 GWh/a angegeben. Dies entspräche etwas mehr als 0,5 % des deutschen Strombedarfs. Eine andere Arbeit geht hingegen von nur etwa 0,05 % des deutschen Strombedarfs aus. Die Abflussmengen von Rhein und Donau sind dabei nicht mitgerechnet, da diese außerhalb Deutschlands münden.
Auf weltweiter Ebene wurde das ökologische Potenzial im Jahr 2012 auf ca. 65 GW bzw. ca. 520 TWh/a geschätzt. Eine 2016 erschienene Studie beziffert das tatsächlich nutzbare Potential mit ca. 625 TWh etwas höher; dies entspricht ca. 3 % der weltweiten Stromerzeugung. Die Aufteilung des Potenzials auf die Kontinente und Regionen ergibt sich dabei analog zur Aufteilung der Abflusswerte.
Bezogen auf den Betriebsvolumenstrom könnten höhere spezifische Kraftwerksleistungen an Gewässern erreicht werden, die einen höheren Salzgehalt als Nord- und Ostsee aufweisen, insbesondere am Mittelmeer und vor allem an Salzseen wie dem Toten Meer oder dem Great Salt Lake in Utah, USA. Das Potential am Kara-Bogas-Gol östlich des Kaspischen Meers schätzt der Heidelberger Physiker Florian Dinger auf mehr als fünf Gigawatt.
Osmosekraftwerke nutzen erneuerbare Energie, sie wird letztlich von der Sonne geliefert: Indem Sonnenenergie zur Verdunstung von Wasser aus dem Meer führt, ermöglicht sie die Trennung von (im Meer verbleibendem) Salzwasser und (verdunstetem) Süßwasser. Das verdunstete Wasser fließt über Wolkenbildung, Niederschläge und Flüsse zurück ins Meer, wo bei der erneuten Durchmischung diejenige Energie in einem Osmosekraftwerk teilweise zurückgewonnen werden kann, die ursprünglich von der Sonne aufgebracht worden war. Die Osmoseenergie wird also von der Sonne „nachgefüllt“. Sie ist daher eine Form der Erneuerbaren Energien, was durch ihre Erwähnung im deutschen Erneuerbare-Energien-Gesetz (unter dem Namen Salzgradientenenergie, s. § 3) bereits vor ihrer technischen Realisierung offizielle Anerkennung gefunden hat.
Die Energie des Salzgradienten hat jedoch inhärente Grenzen, die es sehr schwierig, wenn nicht gar unmöglich machen, überhaupt eine wirtschaftlich wettbewerbsfähige Form von Osmosekraftwerken zur Gewinnung nachhaltiger Energie zu entwickeln. Das stellte Ende 2023 ein Team aus den USA und China um Shihong Lin von der Vanderbilt-Universität in Nashville, Tennessee, USA, fest.

## Umsetzung

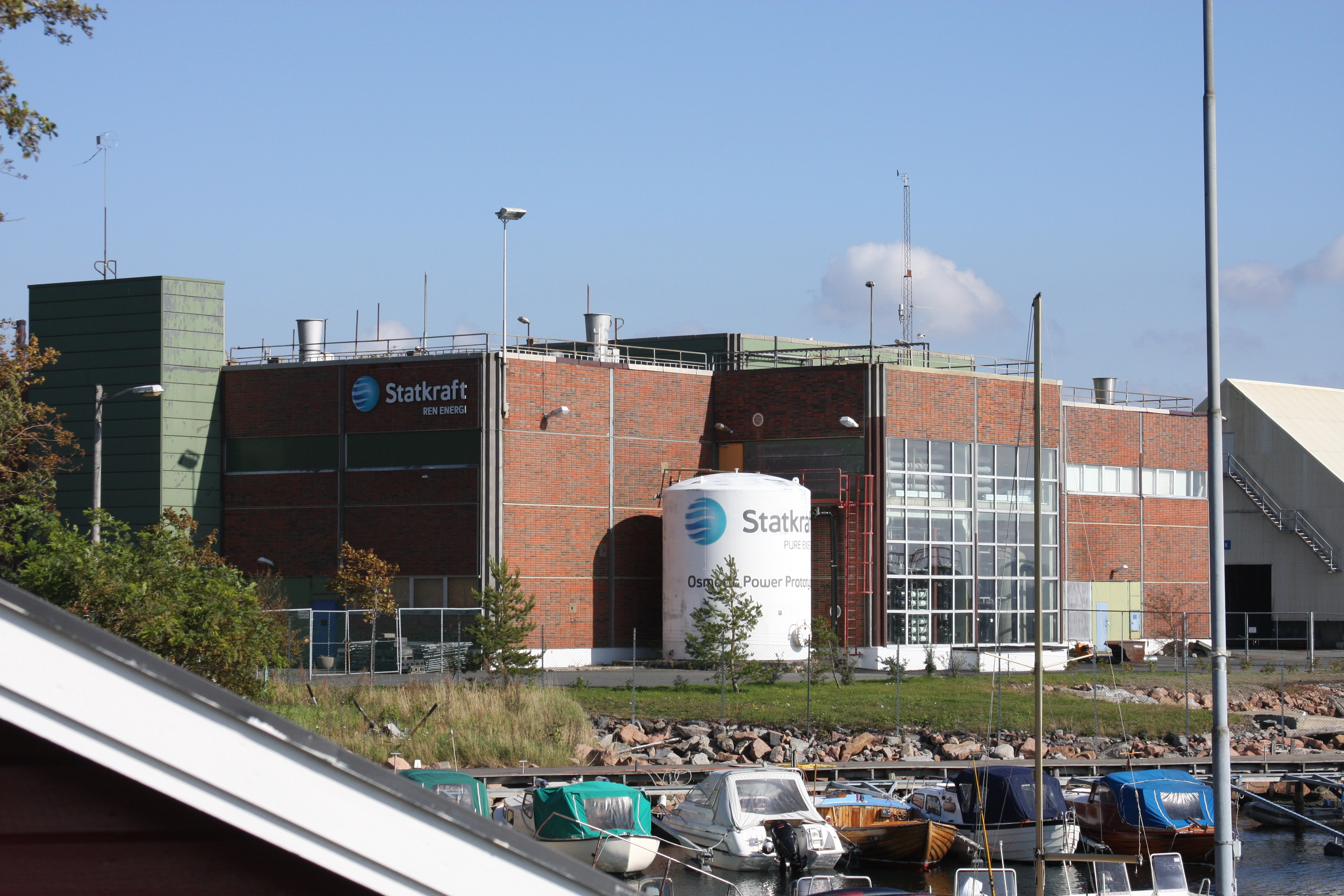
Blick auf Statkrafts Prototyp eines Osmosekraftwerks bei Hurum in Norwegen (Oktober 2009)

Die Grundlagen einer für großtechnische Nutzung ausreichend stabilen Membran wurden seit 2004 in einem von der EU geförderten Forschungsprogramm geschaffen. Systempartner sind Statkraft SF (Norwegen), Instituto de Ciencia e Tecnologia de Polimeros (Portugal); Norwegian Institute of Technology SINTEF (Norwegen); Technische Universität Helsinki (Finnland) und das Helmholtz-Zentrum Geesthacht (Deutschland). Aktuell ist eine elektrische Leistung von drei Watt pro Quadratmeter Membran erzielbar.
Im Herbst 2007 verkündete der norwegische Staatskonzern Statkraft den weltweit ersten Bau eines solchen Kraftwerks bei Hurum, an einer Flussmündung im südlichen Ausläufer des Oslofjordes. Am 24. November 2009 nahm der weltweit erste Prototyp den Betrieb auf. Dabei wurden Membranen eingesetzt, die, statt wie bisher 0,2 Watt elektrische Leistung pro Quadratmeter, 3 Watt erbringen können. Nächstes, für 2015 geplantes Ziel, war ein 25-Megawatt-Kraftwerk mit 5 Millionen Quadratmetern Membranfläche. Statkraft schätzt, dass Norwegen langfristig 10 % seiner elektrischen Energie aus Osmosekraftwerken decken kann. Allerdings stoppte Statkraft weitere Investitionen in die Erforschung von Osmosekaft Ende 2013, da das Ziel der wettbewerbsfähigen Energiegewinnung nicht erreicht werden konnte.
Eine Projektgruppe am Helmholtz-Zentrum Geesthacht hat bis Anfang der 2010er Jahre im Rahmen eines von der EU geförderten Projekts an der Entwicklung von Membranen mit höherer Leistung gearbeitet. Deren Projektleiter Peinemann nannte im Jahr 2006 eine Leistung von fünf Watt pro Quadratmeter als Voraussetzung für den wirtschaftlichen Betrieb eines Osmosekraftwerks. Diese Leistung ist bisher für wirtschaftliche Anwendungen nicht erreicht (Stand 2019). Membranen mit hoher Leistungsdichte von bis zu 3 W/m² sind aufwändig im Aufbau und unzureichend im Dauereinsatz (z. B. durch Verschmutzungen).